# Cimbros
Los cimbros o cimbrios (en latín, Cimbri) fueron un pueblo germánico-céltico de la Edad Antigua que junto a los teutones y los ambrones emprendieron una emigración a finales del siglo II a. C. desde su región de origen en la península de Jutlandia hacia Galia e Hispania.

## Historia

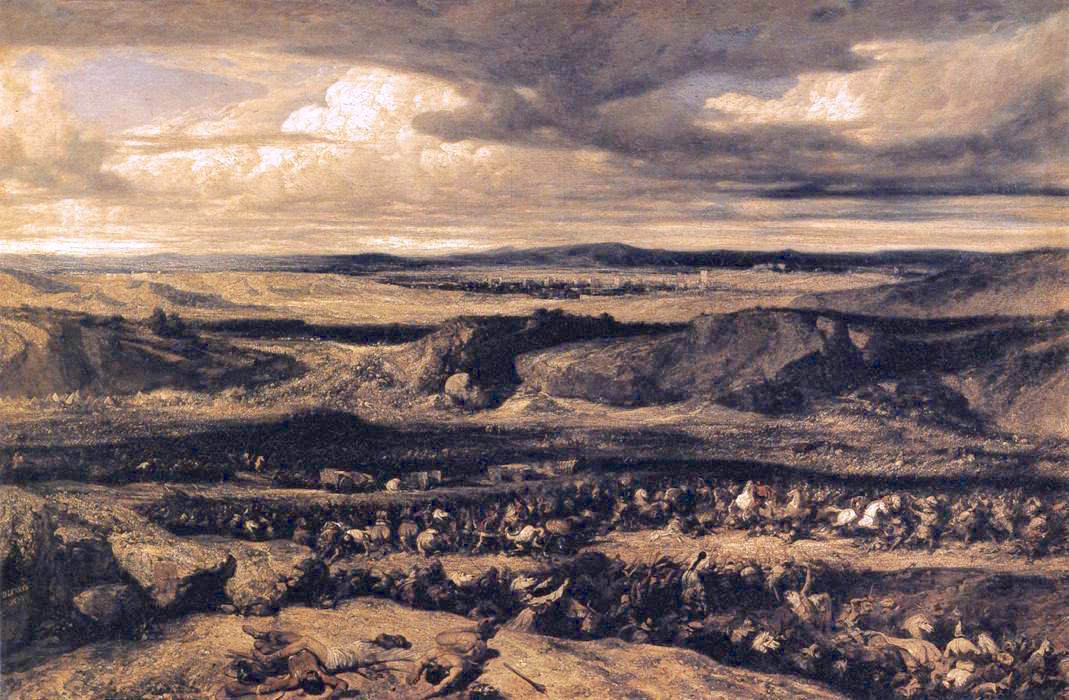
Representación de la derrota de los cimbros por Cayo Mario en la batalla de Vercellae. Obra de Alexandre-Gabriel Decamps, museo del Louvre.

En el año 113 a. C. invadieron Nórico. Se enfrentaron frecuentemente a los romanos, causándoles varias derrotas. En la batalla de Arausio, los cimbrios exterminaron a dos ejércitos consulares romanos completos. En el 104 a. C. entraron en Hispania, pero tuvieron que cruzar de nuevo los Pirineos hacia Aquitania tras ser derrotados por una coalición de celtíberos. En el 102 a. C., después de haber tratado de instalarse en territorio romano, pactaron con los teutones la invasión de Italia. Finalmente, en el año 101 a. C. fueron vencidos y exterminados por Cayo Mario en la batalla de Vercelae, en la Galia Cisalpina.